# Zajezdnia

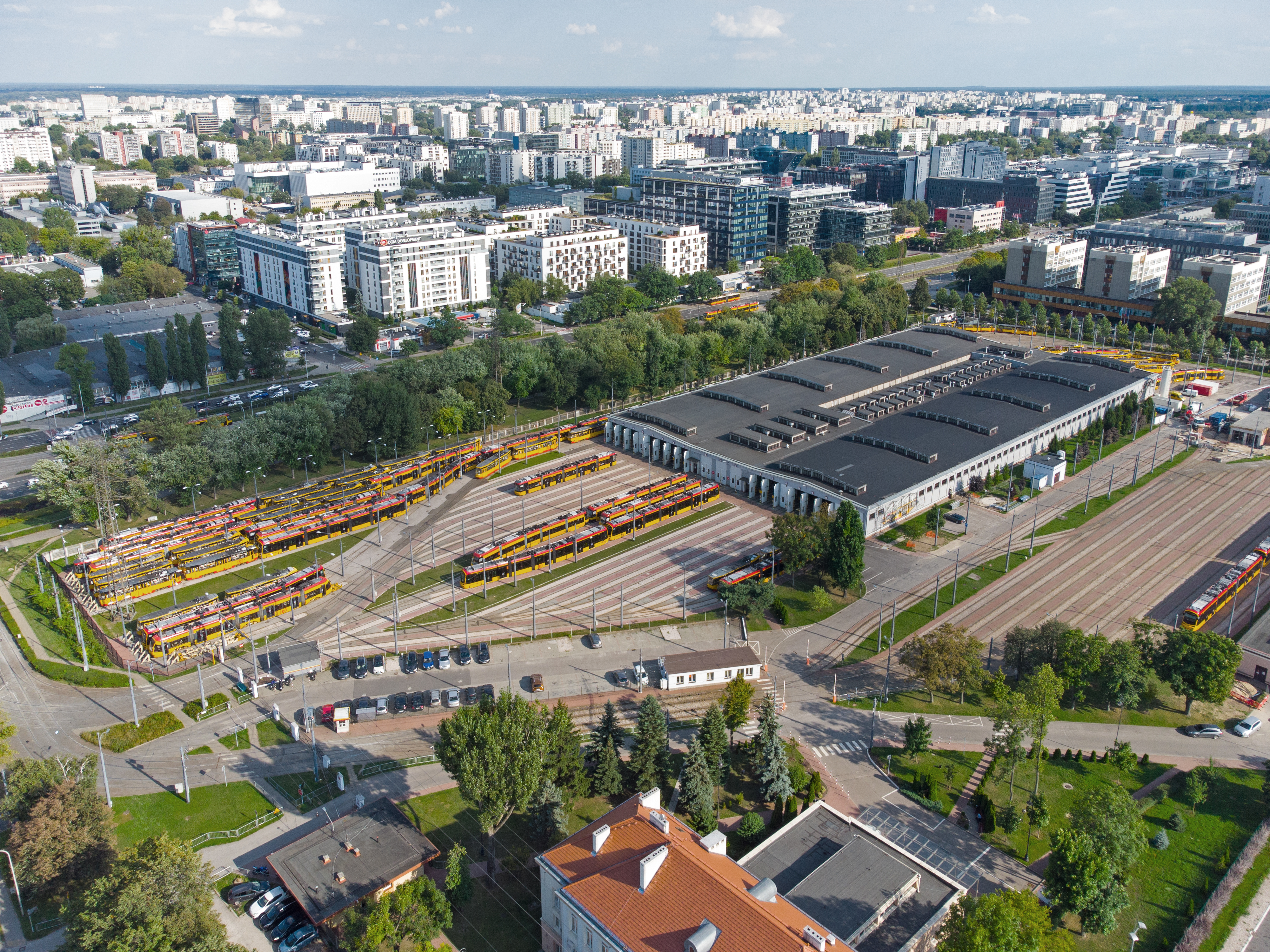
Zajezdnia tramwajowa „Mokotów“ w Warszawie

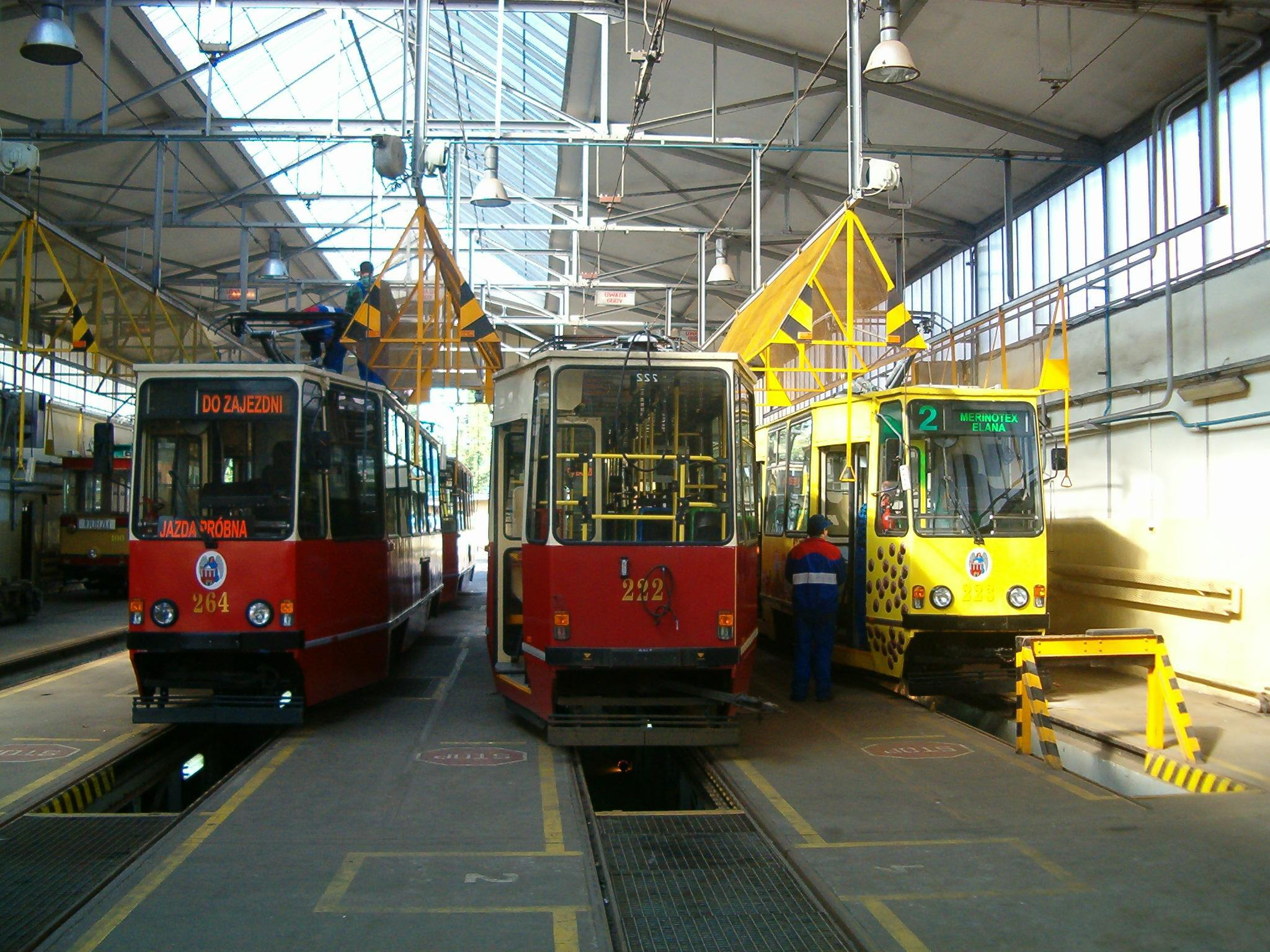
Wnętrze zajezdni tramwajowej na Bydgoskim Przedmieściu w Toruniu

Zajezdnia (tramwajowa, trolejbusowa lub autobusowa) – baza, zakład eksploatacji pojazdów transportu publicznego. U kolejowych przewoźników pasażerskich (np. metra lub kolei miejskiej) odpowiednikiem zajezdni jest stacja postojowa.

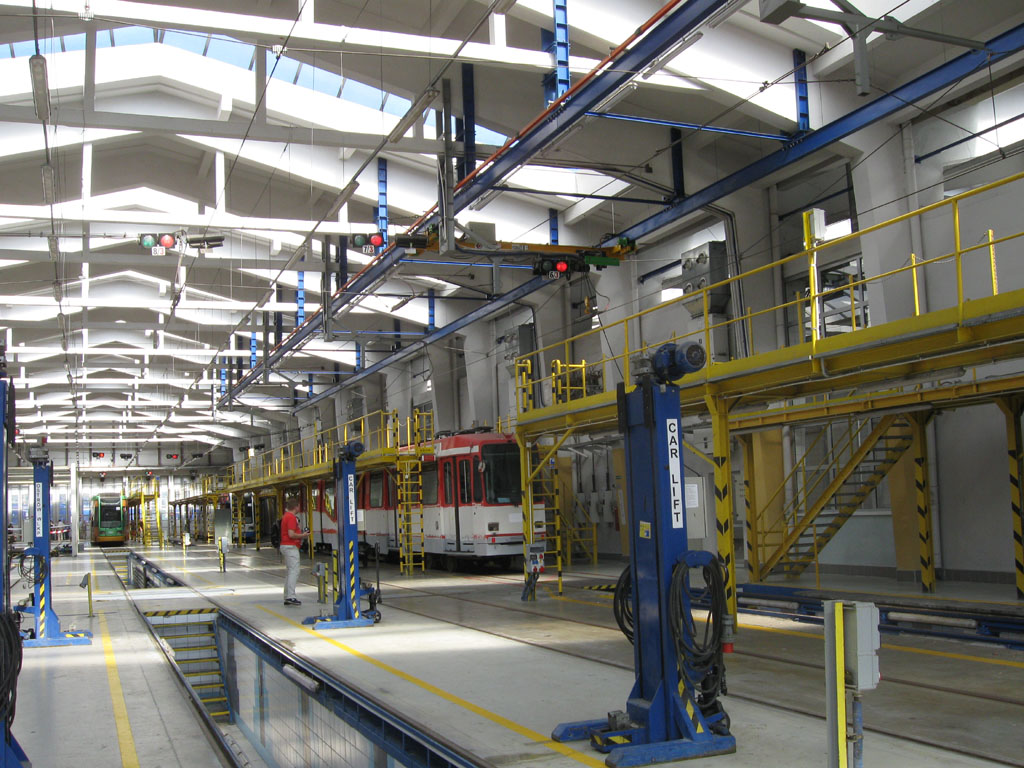
Wnętrze zajezdni tramwajowej w Podgórzu

W zajezdni pojazdy stacjonują w czasie obsługi technicznej, w tym napraw, i w czasie wolnym od użytkowania na liniach komunikacyjnych. 
W skład zajezdni wchodzą place i hale postojowe, place manewrowe, zakładowe stacje paliw, myjnie, miejsca obsługi technicznej i napraw (hale, warsztaty, kanały diagnostyczne) oraz obiekty socjalne i administracyjne. 
Do podstawowych czynności dokonywanych w zajezdniach należą: obsługa codzienna taboru, obsługa okresowa, naprawy bieżące, zaopatrzenie w paliwo oraz przechowanie pojazdów (na placach lub w halach postojowych).
Zajezdnie tramwajowe wyposażone są w stosowny układ rozjazdów, zwrotnic i skrzyżowań torów na placu manewrowym, umożliwiający przestawianie poszczególnych wagonów.